# 大名府

大名府在直隶省的位置（1820年）

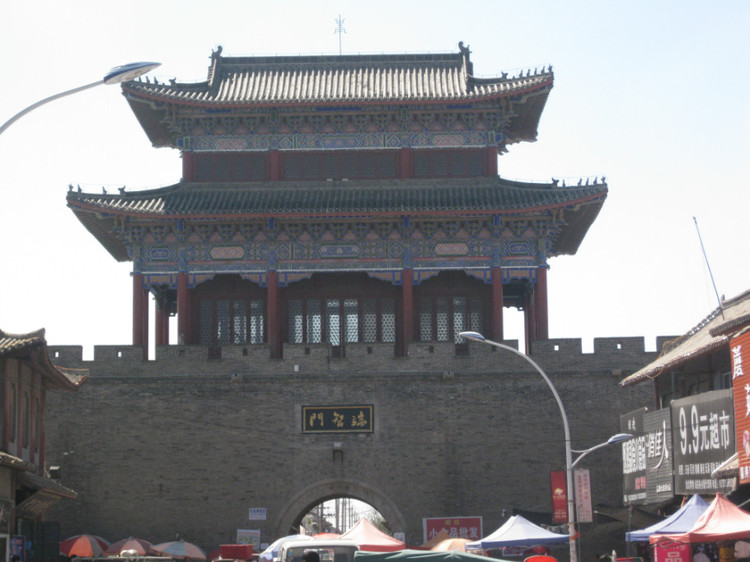
大名县北门端智门

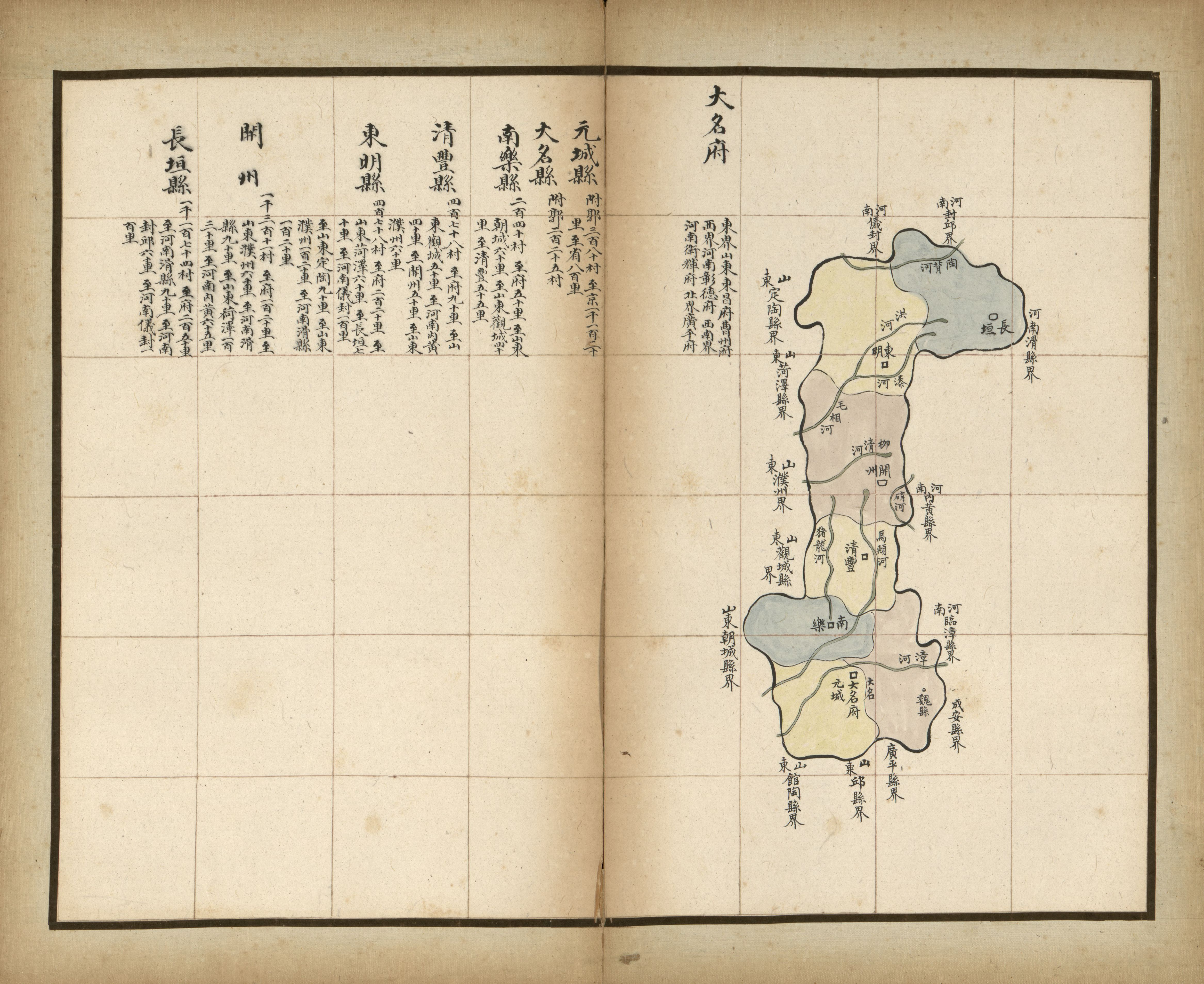
大名府

大名府，北宋时为北京大名府，中国古代的重要府衙之一，在今天的邯郸市大名县，辖境大约相当于今河北省邯郸市东部大名县等地、河南省濮阳市市区、濮阳县、清丰县、南乐县、安阳市内黄县东部、滑县东部、新乡市长垣县东北、山东省东明县等地。

## 沿革
唐朝末年，魏博节度使田悦升魏博的魏州为府，典故取於《史記》的一句話：「萬，盈數也。魏，大名也。」改稱「大名府」，未获唐朝政府承认。后置兴唐府，又改广晋府，后汉时改为大名府。
北宋时為了成為对抗辽国的边陲重镇，乃是北宋四京之一的北京，也是當時河北最大的城市，故又號“河朔重镇”、“北门锁匙”，在其北方不远便是辽国的燕京。北宋被金朝击败南迁之后，大名府失去其战略地位而衰落，但仍为大名府路治所。元代为大名路，明清两代仍为大名府。民国初年为大名道首县，後來由于交通形势改变而失去河北南部主要城市的地位，現今的大名府舊址只是村落等級的小地方。
清朝初期沿襲明制，轄一州，十縣。雍正三年（1725年），將內黃縣、濬縣、滑縣割改隸屬河南省彰德府、衛輝府。乾隆二十三年（1758年），裁撤魏縣，原魏縣境分入大名縣、元城縣。此後大名府轄大名縣、元城縣、南樂縣、清豐縣、東明縣、長垣縣、開州，至清末。

## 历任长官
五代大名府尹
- 高行周（948年—950年）
- 郭威（950年）
- 王殷（951年—953年）
- 符彦卿（954年—960年）

北宋知大名府
- 符彦卿（960年—969年）
- 王祐（969年）
- 李继勋（969年—977年）
- 杨克让（977年—978年）
- 孙承祐（980年—985年）
- 赵昌言（985年—986年）
- 陈恕（985年）
- 王承衍（986年—987年）
- 翟守素（987年）
- 石保吉（987年—988年）
- 王承衍（988年—989年）
- 郭载（989年—991年）
- 周莹（991年—992年）
- 刘廷翰（992年）
- 赵昌言（992年—993年）
- 雷有终（993年）
- 刘知信（993年—994年）
- 郭贽（994年—997年）
- 裴济（997年）
- 王昭远（998年—999年）
- 刘知信（999年—1000年）
- 张永德（1000年）
- 康保裔（1000年）
- 钱若水（1001年—1002年）
- 孙全照（1002年—1003年）
- 温仲舒（1003年—1004年）
- 王显（1004年）
- 周莹（1004年）
- 王钦若（1004年）
- 孙全照（1004年—1005年）
- 赵昌言（1005年）
- 王承衍（1005年—1008年）
- 边肃（1008年）
- 寇准（1008年—1013年）
- 周起（1013年—1014年）
- 冯拯（1015年—1016年）
- 魏咸信（1016年—1017年）
- 马知节（1017年）
- 李仕衡（1017年—1018年）
- 张知白（1018年—1019年）
- 王曾（1019年—1020年）
- 李应机（1020年—1022年）
- 薛田（1022年）
- 曹玮（1024年—1027年）
- 陈尧咨（1027年—1030年）
- 王曾（1031年—1033年）
- 陈尧咨（1033年）
- 杜衍（1034年—1035年）
- 狄棐（1035年）
- 王博文（1035年—1036年）
- 王贻永（1036年—1037年）
- 任布（1037年—1038年）
- 吕夷简（1038年—1040年）
- 李迪（1040年—1041年）
- 程琳（1041年—1046年）
- 夏竦（1046年—1047年）
- 贾昌朝（1047年—1049年）
- 程琳（1049年—1052年）
- 陈执中（1052年—1053年）
- 贾昌朝（1053年—1056年）
- 李昭亮（1056年—1060年）
- 文彦博（1060年—1062年）
- 贾昌朝（1062年—1065年）
- 王拱辰（1066年—1068年）
- 韩琦（1068年—1073年）
- 韩绛（1073年—1074年）
- 文彦博（1074年—1080年）
- 王拱辰（1080年—1085年）
- 韩绛（1085年—1087年）
- 冯京（1087年—1090年）
- 张璪（1090年—1092年）
- 蒲宗孟（1092年—1093年）
- 许将（1093年—1094年）
- 吕惠卿（1094年—1096年）
- 郑雍（1096年—1097年）
- 安焘（1097年—1098年）
- 韩忠彦（1098年—1100年）
- 林希（1100年）
- 李清臣（1100年—1101年）
- 刘奉世（1101年）
- 蔡卞（1101年—1102年）
- 韩忠彦（1102年）
- 吕惠卿（1102年—1105年）
- 许将（1105年—1110年）
- 吕惠卿（1110年—1111年）
- 梁子美（1111年—1112年）
- 邓洵武（1112年—1114年）
- 蔡卞（1114年）
- 姚祐（1114年—1116年）
- 梁子美（1116年—1119年）
- 邓洵仁（1119年—1120年）
- 林攄（1120年—1123年）
- 王安中（1123年—1124年）
- 王革（1124年）
- 徐处仁（1124年—1125年）
- 王安中（1125年—1126年）
- 蔡懋（1126年）
- 赵野（1126年）
- 张悫（1126年—1127年）

金朝大名尹
- 唐括德温（1157年—1158年）
- 完颜宗尹（1162年）
- 阿勒根彦忠（1162年—1164年）
- 徒单克宁（1165年）
- 完颜文（1170年—1172年）
- 石抹卞（1174年—1175年）
- 完颜宗宁（1176年—1179年）
- 忽剌不（1181年—1183年）
- 刘玮（1191年—1192年）
- 完颜裔（1193年—1194年）
- 纥石烈执中（1195年—1197年）
- 完颜承晖（1201年，1205年—1206年）
- 徒单公弼（1206年—1209年）
- 徒单铭（1211年）
- 乌古论谊（1212年—1213年）
- 完颜阿喜（1214年）
- 孛术鲁德裕（1214年）
- 乌古论庆寿（1216年）
- 完颜银术可（1221年）[3]

## 文化影响
《水浒传》中蔡京的女婿梁中书梁世杰（原型为梁子美）為此地府尹，手下有李成、聞達、索超等强将。卢俊义、燕青亦出身此地。

## 遗迹
- 大名府故城

## 延伸阅读
[在维基数据编辑]
 《欽定古今圖書集成·方輿彙編·職方典·大名府部》，出自陈梦雷《古今圖書集成》